# Janusz Adamowski
Janusz Włodzimierz Adamowski (ur. 30 grudnia 1952 w Kraśniku Lubelskim) – polski medioznawca, profesor nauk humanistycznych, wieloletni wykładowca Uniwersytetu Warszawskiego, w latach 2008–2016 dziekan Wydziału Dziennikarstwa i Nauk Politycznych Uniwersytetu Warszawskiego, w latach 2016–2024  dziekan Wydziału Dziennikarstwa, Informacji i Bibliologii Uniwersytetu Warszawskiego.

## Kariera naukowa
Dysertację doktorską napisał pod kierunkiem Kazimierza Równego. W 1998 uzyskał habilitację na podstawie dorobku naukowego oraz rozprawy poświęconej mediom i dziennikarstwu w Rosji w okresie transformacji ustrojowej. W 2000 został wybrany na stanowisko dyrektora Instytutu Dziennikarstwa Uniwersytetu Warszawskiego, będącego jedną z jednostek współtworzących Wydział Dziennikarstwa i Nauk Politycznych. W 2008 został pierwszym w historii tego wydziału dziekanem spoza kadry Instytutu Nauk Politycznych. W tym samym roku odebrał nominację na profesora zwyczajnego. Oprócz obowiązków dziekana, pracuje naukowo w Zakładzie Zagranicznych Systemów Medialnych Instytutu Dziennikarstwa, którego jest kierownikiem. Wykłada również na Wydziale Nauk Społecznych Wyższej Szkoły Ekonomii, Prawa i Nauk Medycznych im. prof. Edwarda Lipińskiego w Kielcach.
Był członkiem Komitetu Nauk Politycznych PAN, a także Rady Upowszechniania Nauki przy Prezydium PAN.
W 2010 został odznaczony Krzyżem Kawalerski Orderu Odrodzenia Polski.

## Wybrane publikacje
- Środki masowej informacji Kanady, Warszawa 1997
- Rosyjskie media i dziennikarstwo czasów przełomu (1985-1997), Warszawa 1998
- Transformacja rosyjskich środków masowej informacji (lata osiemdziesiąte i dziewięćdziesiąte). W: Transformacja systemów medialnych w krajach Europy Środkowo-Wschodniej po 1989 roku. Pod redakcją Bogusławy Dobek-Ostrowskiej. Wrocław: Wydawnictwo Uniwersytetu Wrocławskiego, 2002, s. 35–59. ISBN 83-229-2231-0.
- Narodziny czwartej władzy. Geneza i rozwój brytyjskiego systemu medialnego, Warszawa 2005
- Czwarty stan. Media masowe w pejzażu społecznym Wielkiej Brytanii, Warszawa 2006
- Wybrane zagraniczne systemy medialne, Warszawa 2008, ISBN 978-83-60807-28-6, ISBN 83-60807-28-0
- Systemy medialne w XXI wieku. Wspólne czy różne drogi rozwoju?, Warszawa 2012, ISBN 978-83-7545-355-3.
- Komunikowanie masowe i polityka medialna w epoce globalizacji i cyfryzacji. Aspekty międzynarodowe, Warszawa 2013, ISBN 978-83-7545-421-5.
- Międzykulturowe aspekty działalności mediów w epoce globalizacji, Warszawa 2014, ISBN 978-83-7545-478-9.

## Pełnione funkcje w organizacjach i towarzystwach naukowych
- 1993–2012 – członek European Journalism Training Association (z siedzibą w Maastricht)
- 1999–2002 – członek Rady Upowszechniania Nauki przy Prezydium Polskiej Akademii Nauk
- 2003–2006 – członek Komitetu Nauk Politycznych Polskiej Akademii Nauk
- 2011–2014 – członek Komitetu Nauk Politycznych Polskiej Akademii Nauk
- 2011–2014 – członek Rady Naukowej Instytutu Studiów Politycznych Polskiej Akademii Nauk

Źródło: Wydział Dziennikarstwa, Informacji i Bibliologii UW